# Vitez na raskršću
Vitez na raskršću (rus. Витязь на распутье) je ulje na platnu ruskog slikara Viktora Mihajloviča Vasnjecova. Djelo je nastalo 1882. godine u vrijeme kada se Vasnjecov vratio u Moskvu gdje se koncentrirao na ilustriranje ruskih bajki i herojskih epova (bilina).
Vasnjecov je prvu verziju ove slike izradio 1877. a predstavio ju je sljedeće godine dok je konačna inačica stvorena 1882. Inspirirana je ruskim narodnim bajkama a prikazuje viteza na konju koji se nalazi na raskršću te gleda u menhir. Na njemu u prenesenom smislu piše: "Ako jašeš s lijeve strane izgubit ćeš konja a ako jašeš s desne strane uzgubit ćeš glavu". Drugi izvor navodi da menhir predstavlja izbor koji je stavljen na viteza: "Ako jašeš s lijeve strane izgubit ćeš konja, ako jašeš s desne strane uzgubit ćeš glavu a ako jašeš po sredini izgubit ćeš oboje" (ili varijantu od ova tri izbora).
Google je 2013. godine u čast 165. obljetnice rođenja Viktora Vasnjecova na početnoj stranici svoje web tražilice postavio posebni logo temeljen na slici Vitez na raskršću.
Slika se danas nalazi u ruskom državnom muzeju u Sankt Peterburgu.